# Demografia della Lombardia
La popolazione residente in Lombardia è di 10.002.615 di abitanti al 1º gennaio 2015 che corrisponde al 16,3% della popolazione italiana.
La popolazione maschile al 1º gennaio 2015 raggiungeva le 4.881.615 unità e costituiva il 48,8% della popolazione della Lombardia. Quella femminile era formata da 5.121.000 unità e costituiva il 51,2% della popolazione regionale.
Al 1º gennaio del 2015 la popolazione straniera residente in Lombardia raggiungeva le 1.152.320 persone e costituiva quasi un quarto di quella presente in Italia (24,7%) con un'incidenza sulla popolazione regionale dell'11,5%, che è maggiore rispetto all'8,5% della media nazionale.

## Popolazione residente
Dalle tabelle mostrate in questa sezione si osserva come la popolazione residente in Lombardia ha avuto una costante crescita a partire dai 3,5 milioni di abitanti del 1861 fino ad arrivare ai circa 9,5 milioni di residenti nel 2006.
|        | 1861      | 1871      | 1881      | 1901      | 1911      | 1921      | 1931      | 1936      | 1951      | 1961      | 1971      | 1981      | 1991      | 2001      |
| ------ | --------- | --------- | --------- | --------- | --------- | --------- | --------- | --------- | --------- | --------- | --------- | --------- | --------- | --------- |
| Totale | 3.160.481 | 3.528.732 | 3.729.927 | 4.313.893 | 4.889.178 | 5.186.288 | 5.595.915 | 5.836.342 | 6.566.154 | 7.406.152 | 8.543.387 | 8.891.652 | 8.856.074 | 9.032.554 |

La crescita più forte della popolazione (di circa 2 milioni di unità in 20 anni) si è avuta tra gli anni '50 e '70 del 900, quando il boom economico del dopoguerra ha spinto molte persone, provenienti da regioni del Nord-Est e del Sud, a migrare in Lombardia. Dopo questo periodo di forte crescita demografica, la regione ha visto una più lenta evoluzione, fino agli inizi del 2000.
|         | 1992      | 1993      | 1994      | 1995      | 1996      | 1997      | 1998      | 1999      | 2000      | 2001      | 2002      | 2003      | 2004      | 2005      | 2006      | 2007      |
| ------- | --------- | --------- | --------- | --------- | --------- | --------- | --------- | --------- | --------- | --------- | --------- | --------- | --------- | --------- | --------- | --------- |
| Totale  | 8.860.344 | 8.874.301 | 8.875.392 | 8.876.001 | 8.881.351 | 8.901.561 | 8.922.371 | 8.944.602 | 8.971.154 | 9.004.084 | 9.033.602 | 9.108.645 | 9.246.796 | 9.393.092 | 9.475.202 | 9.545.441 |
| Maschi  | 4.282.546 | 4.290.485 | 4.291.029 | 4.290.748 | 4.293.414 | 4.303.661 | 4.314.275 | 4.326.210 | 4.340.561 | 4.358.338 | 4.374.405 | 4.417.259 | 4.497.954 | 4.579.992 | 4.624.741 | 4.660.352 |
| Femmine | 4.577.798 | 4.583.816 | 4.584.363 | 4.585.253 | 4.587.937 | 4.597.900 | 4.608.096 | 4.618.392 | 4.630.593 | 4.645.746 | 4.659.197 | 4.691.386 | 4.748.842 | 4.813.100 | 4.850.461 | 4.885.089 |

Paragonando il periodo 1991-2000 con il periodo 2001-2006 si può notare un recente aumento della crescita della popolazione regionale. Infatti, negli anni '90 la popolazione regionale è cresciuta di circa 150 000 unità e di ben 500 000 unità nei 5 anni successivi. Questo incremento rilevante può essere attribuito ai forti flussi migratori che interessano la Lombardia in particolare, e l'Italia in generale.

### Evoluzione storica dal 1300 al 1861
|         | 1300 | 1400 | 1500 | 1600 | 1700 | 1800 | 1861 |
| ------- | ---- | ---- | ---- | ---- | ---- | ---- | ---- |
| Bergamo | 12   | 8    | 15   | 24   | 22   | 36   | 25   |
| Brescia | 45   | 30   | 48   | 40   | 35   | 38   | 40   |
| Como    | 12   | 6    | 10   | 12   | 9    | 15   | 12   |
| Cremona | 45   | 30   | 40   | 40   | 22   | 25   | 31   |
| Mantova | 30   | 20   | 28   | 31   | 24   | 25   | 28   |
| Milano  | 150  | 100  | 100  | 120  | 109  | 124  | 196  |
| Pavia   | 5    | 6    | 10   | 8    | 9    | 12   | 14   |

## Etnie e minoranze straniere
| Area geografica di provenienza | Numero di abitanti |
| ------------------------------ | ------------------ |
| Unione Europea                 | 104 861            |
| Europa Centro-Orientale        | 140 599            |
| Altri paesi Europei            | 3 225              |
| Africa Settentrionale          | 153 189            |
| Altri paesi Africani           | 65 802             |
| Asia orientale                 | 76 908             |
| Altri paesi asiatici           | 84 521             |
| America settentrionale         | 2 593              |
| America centro-meridionale     | 96 449             |
| Oceania                        | 383                |
| Apolidi                        | 117                |
| Totale                         | 728 647            |

Al 1º gennaio 2015 in Lombardia risiedono 1.152.320 stranieri, ovvero circa il 25% degli stranieri in Italia, e formano quasi il 12% della popolazione regionale.
Divisione in base al genere nel 2006. Più della metà (il 56,8%) degli immigrati sono uomini, contro il 43,2% delle donne.
Distribuzione in età nel 2006. La popolazione straniera si dimostra essere giovane. Nel 2006 circa il 60% della popolazione straniera ultraquattordicenne era composta da persone con età tra i 25 ed i 39 anni mentre meno del 15% ne aveva più di 45. Più della metà (55,5%) degli immigrati sono coniugati contro il 37,2% che sono liberi. Questa percentuale di coniugati è cambiata dal 2001 ad oggi: nel 2001 infatti il 49,5% era coniugato mentre il 45% era libero.
La professione religiosa della popolazione immigrata in Lombardia nel 2006 era prevalentemente cristiana (28,3% sono cristiani cattolici contro il 18,5% che sono cristiani non cattolici, per un totale del 46,8%) e musulmana (il 40,6), mentre il restante 12,6% professa altre religioni o nessuna.
I titoli di studio degli immigrati nel 2006. Il 15,5% possiede una laurea, il 41,8 un diploma di scuola media superiore, il 33,2% si è fermato alla scuola dell'obbligo mentre solo il 9.5% non ha nessun titolo di studio.
I lavori svolti dagli immigrati nel 2006 sono in ordine: operatori edili (13,9%), operatori generici nell'industria (13,4%) addetti alla ristorazione/alberghi (10,4%), domestici ad ore (8,0%), operati generici del terziario (7,1%). Il 35,6% ha un contratto a tempo indeterminato contro il 6,4% che è disoccupato. La restante percentuale svolge lavori part-time, a tempo determinato, irregolari, sono casalinghe o studenti. Dal lavoro svolto il 43% percepisce dai 1000 ai 1500 euro mentre il 22,9% prende dai 750 ai 1000 euro. Dal 2001, quando più del 70% degli immigrati prendeva meno di 1000 euro al mese, ad oggi si osserva un miglioramento della retribuzione.

## Popolazione e territorio
|           | Montagna (ab.) | Collina (ab.) | Pianura (ab.) | Totale (ab.) | Montagna (%) | Collina (%) | Pianura (%) |
| --------- | -------------- | ------------- | ------------- | ------------ | ------------ | ----------- | ----------- |
| Bergamo   | 217.307        | 334.451       | 482.090       | 1.033.848    | 21,0         | 32,4        | 46,6        |
| Brescia   | 274.373        | 451.765       | 456.199       | 1.182.337    | 23,2         | 38,2        | 38,6        |
| Como      | 120.953        | 367.875       | 78.025        | 566.853      | 21,3         | 64,9        | 13,8        |
| Cremona   | 0              | 0             | 348.370       | 348.370      | 0,0          | 0,0         | 100,0       |
| Lecco     | 119.238        | 205.801       | 0             | 325.039      | 36,7         | 63,3        | 0,0         |
| Lodi      | 0              | 0             | 211.986       | 211.986      | 0,0          | 0,0         | 100,0       |
| Mantova   | 0              | 40.625        | 353.098       | 393.723      | 0,0          | 10,3        | 89,7        |
| Milano    | 0              | 106.441       | 3.762.596     | 3.869.037    | 0,0          | 2,8         | 97,2        |
| Pavia     | 8.898          | 55.131        | 451.607       | 515.636      | 1,7          | 10,7        | 87,6        |
| Sondrio   | 179.767        | 0             | 0             | 179.767      | 100,0        | 0,0         | 0,0         |
| Varese    | 108.035        | 392.892       | 347.679       | 848.606      | 12,7         | 46,3        | 41,0        |
| Lombardia | 1.028.571      | 1.954.981     | 6.491.650     | 9.475.202    | 10,9         | 20,6        | 68,5        |

La popolazione in Lombardia non è distribuita uniformemente sul territorio, ma in modo dipendente dalle zone altimetriche e dalle aree urbane.

### Popolazione e zone altimetriche
Più di due terzi (vedi tabella) dei residenti della regione vivono in pianura (contro il 47% dell'Italia) che occupa solo il 47% del territorio regionale. Il restante 32% (vedi tabella) della popolazione vive tra collina e montagna, su un territorio che occupa circa il 53% della superficie della Lombardia. Questi dati, mettono in risalto la forte antropizzazione della pianura lombarda, sulla quale sorgono le grandi città (Milano, Brescia, Bergamo) e si estendono le province più popolose della regione.

### Popolazione e aree urbane
| Ampiezza      | Comuni | Totale (ab.) | Ampiezza        | Comuni | Totale (ab.) |
| ------------- | ------ | ------------ | --------------- | ------ | ------------ |
| 1-500         | 144    | 42 328       | 20 001-30 000   | 28     | 656 621      |
| 501-1 000     | 195    | 143 999      | 30 001-40 000   | 17     | 600 924      |
| 1 001-2 000   | 310    | 455 043      | 40 001-50 000   | 7      | 322 997      |
| 2 001-3 000   | 197    | 487 378      | 50 001-65 000   | 3      | 166 594      |
| 3 001-4 000   | 146    | 506 955      | 65 001-80 000   | 3      | 215 537      |
| 4 001-5 000   | 114    | 510 433      | 80 001-100 000  | 4      | 326 604      |
| 5 001-10 000  | 261    | 1 826 379    | 100 001-250 000 | 3      | 427 134      |
| 10 001-15 000 | 79     | 968 834      | 250 001-500 000 | -      | -            |
| 15 001-20 000 | 34     | 584 244      | oltre 500 000   | 1      | 1 303 437    |
| Totale        | 1 546  | 9 545 441    |                 |        |              |

| Comune     | Abitanti  | Comune           | Abitanti |
| ---------- | --------- | ---------------- | -------- |
| 1° Milano  | 1.361.987 | 4° Bergamo       | 119.826  |
| 2° Brescia | 196.627   | 5° Busto Arsizio | 83.087   |
| 3° Monza   | 121.839   | 6° Como          | 83.026   |

La Lombardia è caratterizzata da un numero elevato di comuni, 1546, la maggior parte dei quali, 1106, hanno meno di 5 000 abitanti ma che, in totale, formano una popolazione di poco più di 2 100 000 persone. Questo vuol dire che nel 71% dei comuni vive circa il 22% della popolazione regionale. I comuni con più di 50 000 abitanti sono solo 14 (in Italia sono 144) nei quali risiedono più di 2 300 000 persone. I restanti 5.000.000 di Lombardi vivono in 426 comuni con un numero di abitanti compresi tra i 5.000 e i 50.000.
Questi dati indicano che la popolazione della regione è principalmente concentrata in comuni di media grandezza demografica, che sono dislocati, in genere, nella fascia pedemontana della regione. I grandi comuni, sono costituiti principalmente dai capoluoghi di provincia anche se ci sono alcune eccezioni come Busto Arsizio e Sesto San Giovanni. Mediamente, nei comuni della Lombardia, risiedono circa 6.100 di persone, contro la media nazionale di 7.300.
Milano, con i suoi oltre 1 300 000 abitanti (hinterland escluso) è il comune più popoloso della Lombardia e la seconda d'Italia, dopo Roma. Quello meno popoloso della regione e d'Italia, è Morterone in provincia di Lecco con i suoi 29 abitanti.
La provincia di Milano, composta da più di 3 800 000 abitanti è la più popolata della Lombardia, seguita da quelle di Brescia e Bergamo che hanno poco più di 1.100.000 residenti. La meno popolosa (con circa 170.000 ab.) è quella di Sondrio che ha meno abitanti della città di Brescia (circa 200.000 ab.).